# CAMBIA
Cambia é uma organização não governamental internacional sediada em Camberra, Austrália. Seu objetivo, através de suas licenças e tecnologias BiOS (Biological Open Source), bem como de seu motor de busca de patentes e tutoriais, o Patent Lens, é promover a transparência, colaboração e inovação, especialmente no campo da biologia.

## História
Fundada em 1992 pelo dr. Richard Jefferson, Cambia era originalmente um instituto de pesquisa agronômica. Duas das maiores realizações saídas de seus laboratórios foram o TransBacter, um método para a criação de plantas transgênicas sem utilizar o genus patenteado Agrobacterium e os vetores de transformação baseados em glucuronidase (GUS), os quais, diferentemente das empresas comerciais de biotecnologia, estão disponíveis sem quaisquer ônus além da assinatura de um BiOS MTA ("materials transfer agreement") open source.
A principal aplicação do Patent Lens inclui o mecanismo de busca de textos integrais de patentes e cenários de aplicação das mesmas, em áreas importantes da biotecnologia tais como Agrobacterium, resistência ao BASTA (um herbicida comum), genoma humano e o gene de telomerase humano.